# Nepenthes tenuis
Nepenthes tenuis is een vleesetende bekerplant uit de familie Nepenthaceae die endemisch is op Sumatra. De eerste specimina werden in 1957 verzameld. In 1994 werd de soort beschreven door Joachim Nerz en Andreas Wistuba, op basis van een foto en enkele gedroogde herbariumspecimina. De plant werd pas in 2002 herontdekt in West-Sumatra.

## Beschrijving
Nepenthes tenuis is een klimplant met een stengel van twee tot drie millimeter in doorsnede. Hieraan dankt de plant de soortaanduiding tenuis, Latijn voor 'dun' of 'slank'. De internodiën zijn 5 tot 6,5 centimeter lang. De bladeren zijn 5 tot 6 centimeter lang en 1 tot 1,5 centimeter breed. De ranken die de bladeren met de vangbekers verbinden zijn tot twaalf centimeter lang.

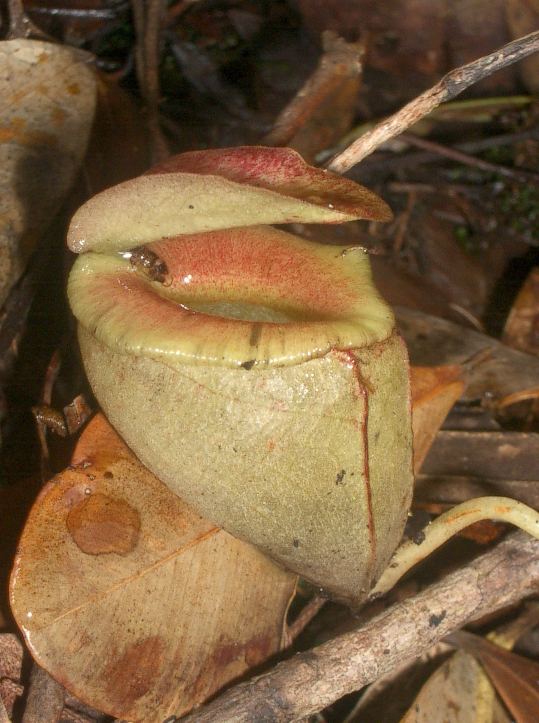
Onderbeker

Nepenthes tenuis behoort tot de Nepenthes-soorten met de kleinste vangbekers. Mogelijk zijn alleen de vangbekers van N. argentii kleiner. De trechtervormige bovenbekers zijn 2,5 tot 4,5 centimeter hoog en 1,5 tot 2,5 centimeter breed. De onderbekers ontwikkelen zich meestal verzonken in het mos en zijn hier moeilijk te onderscheiden. Zowel de bovenbekers als de onderbekers hebben geen vleugels aan de voorzijde, maar twee opvallende verticale ribbels die drie tot vijf millimeter uit elkaar staan. Het afgeplatte peristoom (bekerrand) is tot 6 millimeter breed en is bedekt met ribbels die tot in de beker lopen. Het operculum is ellipsvormig en is 1,5 tot 2,5 centimeter lang en 0,5 tot 0,8 centimeter breed.
De binnenzijde is geheel bedekt met zeer kleine klieren voor de verteringsenzymen. Deze hebben een dichtheid van 600 tot 800 per vierkante centimeter. Ze produceren een zeer dikke, slijmerige bekervloeistof. De vloeistof bedekt de binnenzijde van de beker met een dunne laag slijm en vangt als een vliegenstrip insecten die boven het vloeistofoppervlak vliegen.

## Verspreiding

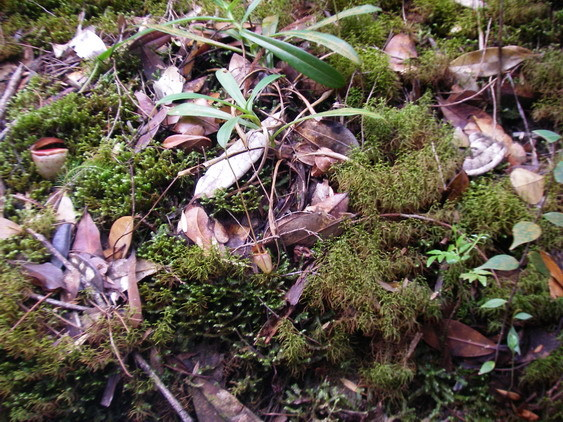
N. tenuis in zijn natuurlijke habitat, groeiend tussen het mos

Nepenthes tenuis is endemisch in het stroomgebied van de rivier de Tjampo in West-Sumatra. Hier groeit de plant in nevelwouden en submontane bossen. De enige bekende populatie groeit op 1000 tot 1200 meter boven zeeniveau. In dit gebied is de soort sympatrisch met N. adnata. In de nabijheid groeien ook N. albomarginata, N. ampullaria, N. eustachya, N. gracilis, N. longifolia en N. reinwardtiana. Desondanks zij er geen natuurlijke hybriden van Nepenthes tenuis bekend
... · 
N. alata · 
N. albomarginata · 
N. ampullaria · 
N. argentii · 
N. aristolochioides · 
N. attenboroughii · 
N. bicalcarata · 
N. bokorensis · 
N. bongso · 
N. boschiana · 
N. burkei · 
N. campanulata · 
N. chaniana · 
N. danseri · 
N. deaniana · 
N. densiflora · 
N. diatas · 
N. distillatoria · 
N. edwardsiana · 
N. ephippiata · 
N. gracilis · 
N. gymnamphora · 
N. hirsuta · 
N. inermis · 
N. insignis · 
N. jamban · 
N. khasiana · 
N. lamii · 
N. leyte · 
N. lingulata · 
N. lowii · 
N. macfarlanei · 
N. macrophylla · 
N. madagascariensis · 
N. masoalensis · 
N. maxima · 
N. mirabilis · 
N. monticola · 
N. northiana · 
N. ovata · 
N. peltata · 
N. pervillei · 
N. pitopangii · 
N. rafflesiana · 
N. rajah ·
N. rhombicaulis · 
N. rosea ·
N. sanguinea · 
N. sibuyanensis · 
N. spathulata · 
N. tenax · 
N. tenuis · 
N. veitchii ·
N. ventricosa ·
N. vieillardii ·
N. villosa · 
...